# هلوتشین
هلوتشین (به چکی: Hlučín) یک منطقهٔ مسکونی در جمهوری چک است که در ناحیه اوپاوا واقع شده‌است. هلوتشین ۱۴٬۱۲۲ نفر جمعیت دارد.

## خواهرخوانده
شهرهای Namysłów، نبلشوتس، روژمبرک و Gmina Namysłów خواهرخوانده‌های هلوتشین هستند.